# 남아선호사상
남아선호사상은 자녀를 가질 때 아들을 낳는 것을 선호하는 문화적 관습이다. 과거 동아시아 문화권에서 남아선호사상이 지배적이었지만, 현대에는 인도 등 남아시아 문화권에서 남아선호사상이 자주 관찰된다. 남아선호사상의 결과 여아낙태, 여아살해 등이 일어나기도 한다. 이는 성비 불균형의 원인이 된다. 또한 남아선호사상은 여성 어린이와 여성 청소년들의 사회적 자유를 심각하게 제약하는 원인이 된다.

## 원인

### 인류학적 원인
농경사회에서는 남성의 노동력이 경제적으로 중요한 영향을 미쳤기 때문에 동서양을 막론하고 남아가 여아에 비하여 더욱 선호되었다.
산업혁명 이후의 산업사회에서 여성의 사회경제적 지위가 올라가면서 남아선호사상이 약해지고 있다. 그러나, 성별추론적인 관점에서 볼 때 딸들이 많은 기여를 하는 가사노동은 일반적으로 소득을 창출하고 지위를 향상시키는 아들들의 노동만큼 가치가 높지 않다고 여겨지며, 이는 남아선호사상의 간접적 원인으로 이해될 수 있다. 이러한 기조는 진화생물학인 방법으로 설명할 수 있다.

### 종교적 요인
힌두교, 유교 등의 종교에서는 남아선호사상을 유도하는 종교적 교리가 존재하며, 이러한 종교에 영향을 받은 사회에서는 남아선호사상이 나타날 수 있다.

### 생물학적 원인
아무런 개입을 하지 않았을 때 생물학적으로 기대되는 남녀의 성비는 105–106:100으로, 남자가 더 많은 비율을 차지한다.

## 각 나라의 남아선호사상

### 대한민국의 남아선호사상
대한민국에서는 남아선호사상이 21세기에 접어들며 완화되었다. 그러나 대한민국에서 2010년대 중후반에 급부상한 성별간의 갈등이 과거 20세기의 남아선호사상으로 생겨난 성비 불균형을 원인으로 한다는 분석이 있다.
20세기까지만 해도 남아 선호 사상으로 인해 아들 낳을 때까지 계속 낳아서 딸이 네다섯이고 막내가 아들인 집이 많았다. 그러나 2000년대 중후반에 들어서부터는 반드시 자식을 낳아야 한다는 인식이 많이 희석됨과 동시에 남아 선호 또한 점차 감소됐다.

### 중국의 남아선호사상
중국의 전통적인 가부장제 문화의 영향으로 남아에 대한 선호가 있었고, 이는 큰 사회 문제로 비화되었다.

### 인도의 남아선호사상
인도에서는 광범위하게 여아낙태, 여아살해 등이 일어나며 극심한 성비불균형이 관찰되고, 특히 남아선호의 정도가 지역, 교육수준, 소득수준 등의 영향을 받는 것이 관찰되었다.

## 같이 보기
- 사라진 여성
- 성별 선택
- 성비 불균형
- 호주제
- 재생산건강
- 젠더사이드